# Siarnaq
Siarnaq, noto anche come Saturno XXIX è un satellite naturale di Saturno irregolare in direzione diretta scoperto da Brett Gladman, John Kavelaars ed altri nel 2000 con il nome temporaneo di S/2000 S 3.
Siarnaq ha un diametro di 40 km e orbita attorno a Saturno ad una distanza di 17,531 Gm in un periodo di 895,55 giorni, con un'inclinazione di 46° rispetto all'eclittica (60° rispetto all'equatore di Saturno), con un'eccentricità orbitale di 0,295. Il nome deriva dal gigante Siarnaq (conosciuto anche come Sedna) nella mitologia Inuit e fa parte del Gruppo Inuit dei satelliti irregolari.